# Hogalagere, Srinivaspur
Hogalagere là một làng thuộc tehsil Srinivaspur, huyện Kolar, bang Karnataka, Ấn Độ.